# Onno de Ruijter
Onno de Ruijter (Amsterdam, 19 december 1937 – Meppel, 6 december 2013) was een Nederlandse beeldhouwer.

## Leven en werk
De Ruijter, ook wel vermeld als De Ruyter, volgde een opleiding aan de Rietveldacademie in zijn geboorteplaats Amsterdam. Hij werkte enige tijd als assistent van de beeldhouwer Wessel Couzijn. In 1960 trok hij naar de Verenigde Staten, waar hij stage liep bij Jacques Lipchitz. In 1963 was De Ruijter met Jan Goossen, Dick van der Linden en Jacques Overhoff medeoprichter van de gieterij Foundry III in San Francisco (vanaf 1966: San Francisco Art Foundry). In 1970 keerde hij met zijn gezin terug naar Nederland, waar hij zich in Drenthe vestigde als zelfstandig beeldhouwer.
De Ruijter werkt in steen en brons en heeft meerdere beelden gemaakt met een bijbels thema. Vanaf begin jaren 90 werkt de Ruijter ook met koperplaat. Samen met zoon Wessel richtte hij in 1994 Van den Berg - Art & Ornament op.
De Ruijter was ook politiek actief. Hij was raads- en staten lid voor de PvdA. In 2006 maakte hij de overstap naar de lokale partij Sterk Meppel. De Ruijter overleed in december 2013 op 75-jarige leeftijd.

## Werken in de openbare ruimte (selectie)
- 1974, De Glasblazer, Nieuw-Buinen
- 1976 De Wonderbare Visvangst in Zuidlaren (stond tot 2007 in Groningen)
- 1977 De Zaaier, Nijeveen
- 1977 Voorlezende moeder, Zuidlaren
- 1979 buste dr. ir. Johan van Veen, Uithuizermeeden
- 1984 De Kuiper, aan de Brink in Assen
- 1984 De Zandstrooister, Schoonebeek
- 1987 Ode aan de eik in Ekehaar
- 1991 De sluiswachter, Noordscheschut
- 1992 Bloem, Meppel
- 1992 De Grensgangers, Zwartemeer
- 1993 Indiëmonument, Emmen
- 1994 De Narcis, in Meppel
- 1995 De Wiekerpoort, De Wijk
- 1997 De Pullevaarder, Elim

## Galerij

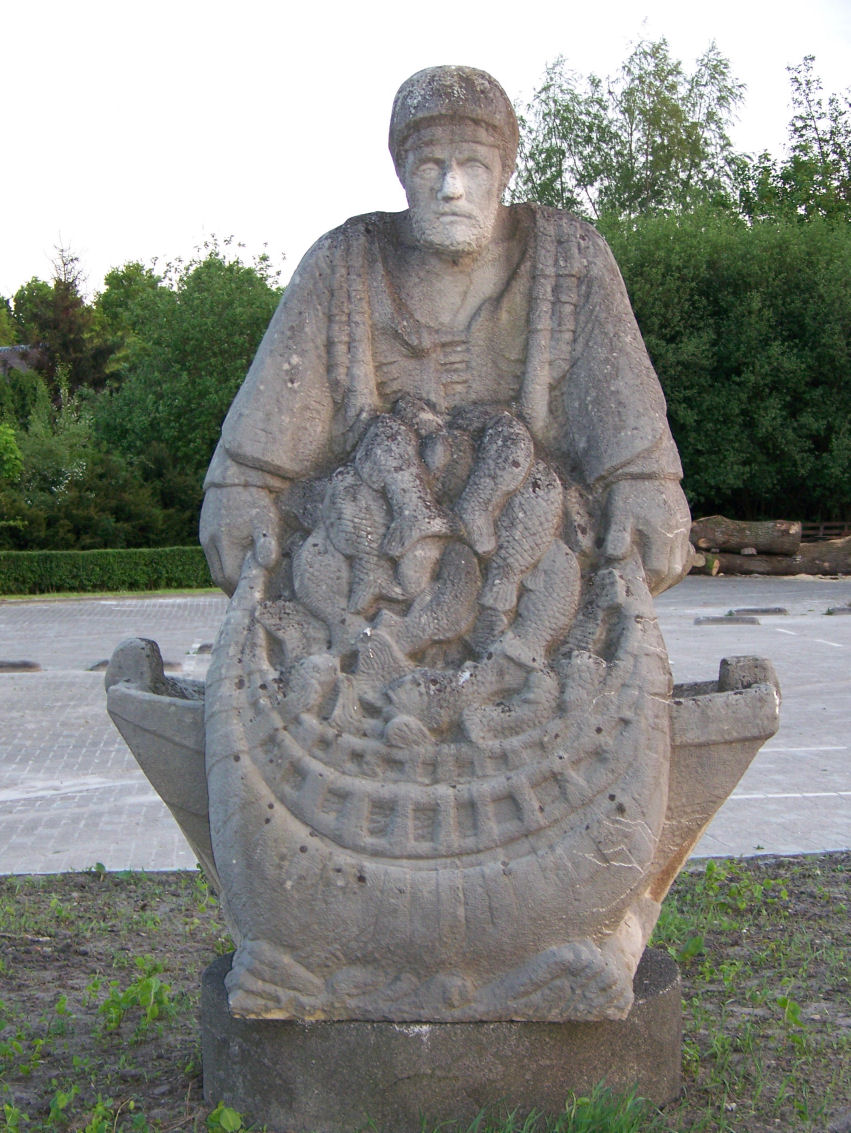
De wonderbare visvangst
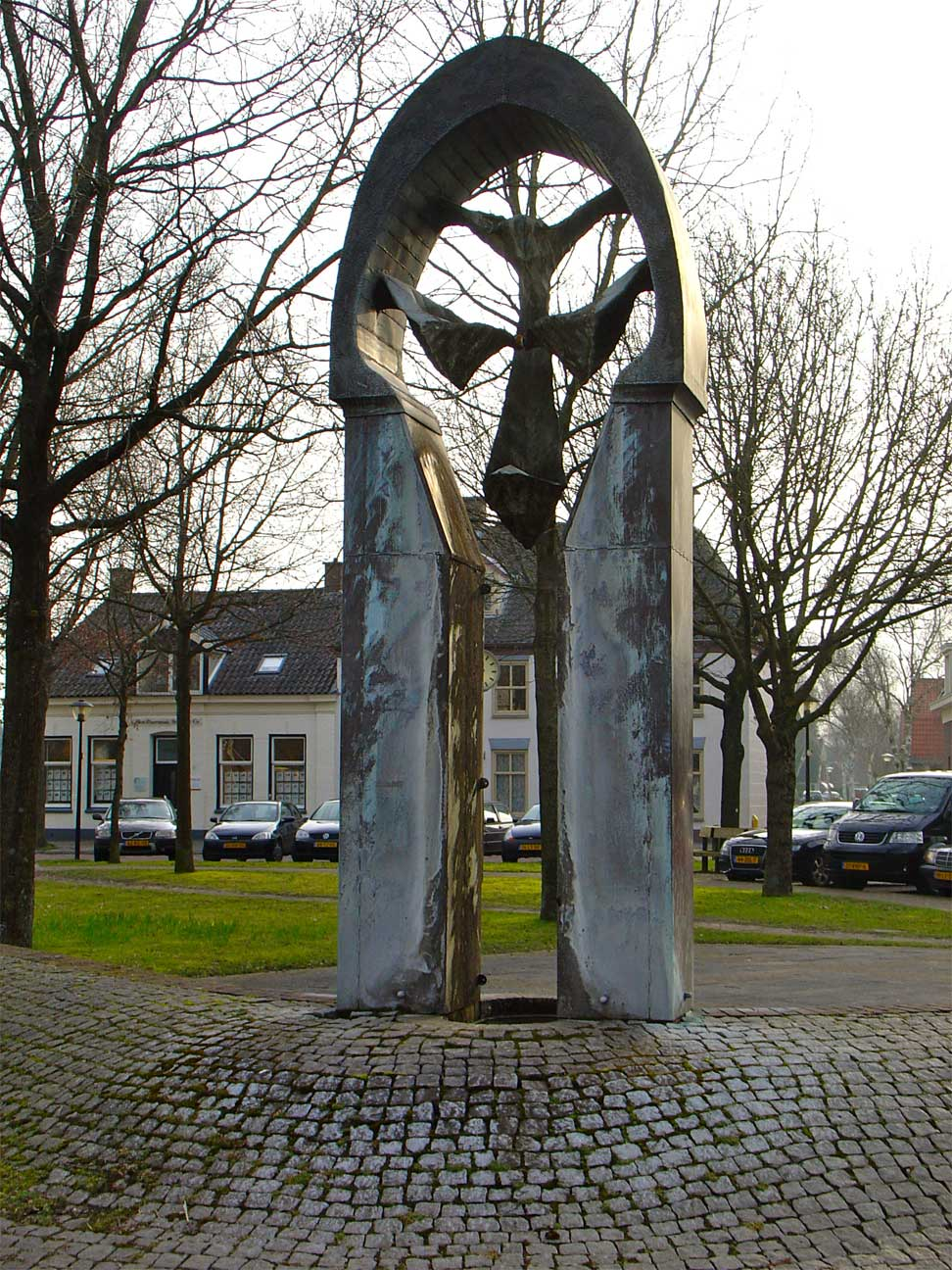
De Wiekerpoort
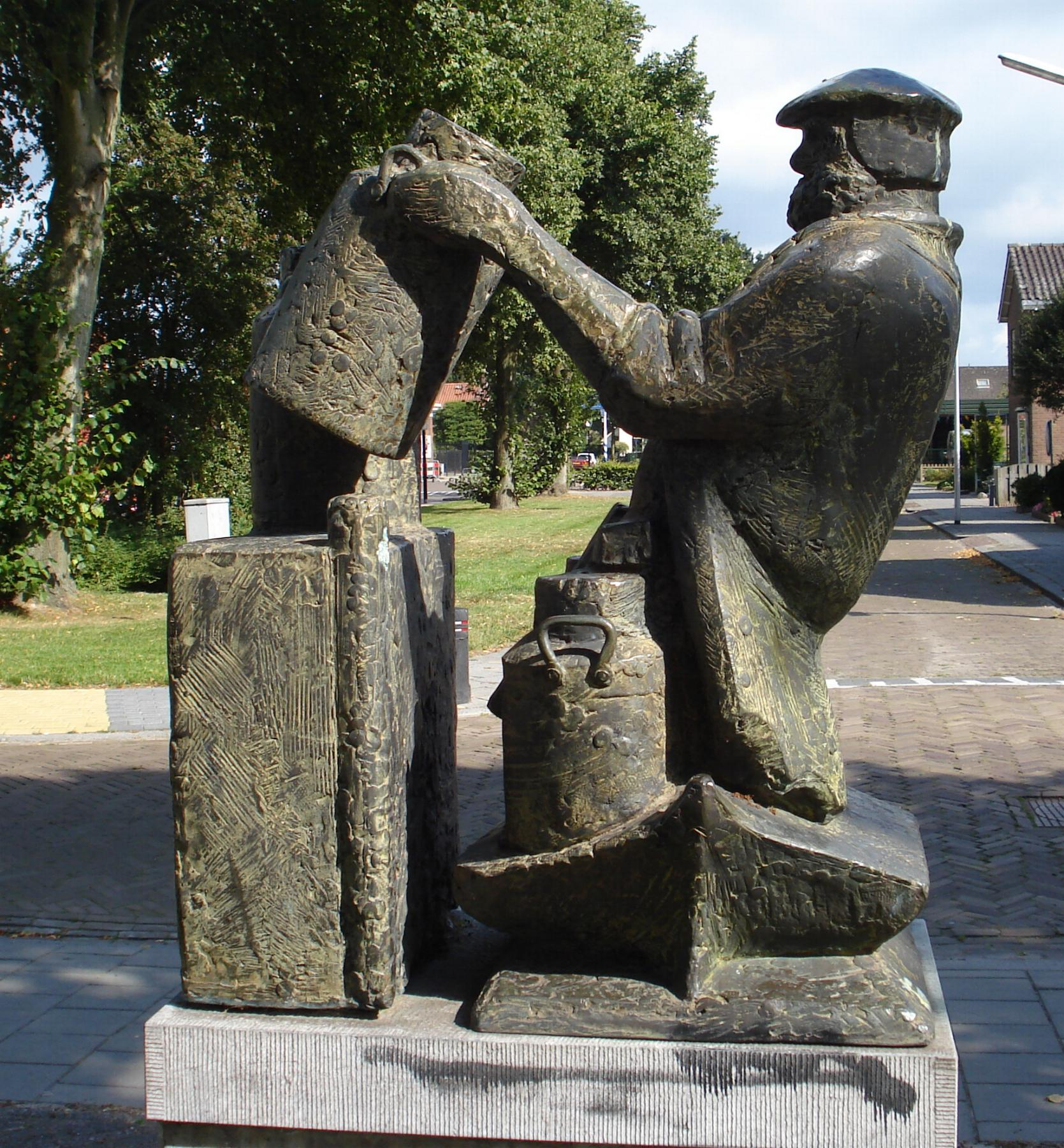
De pullevaarder
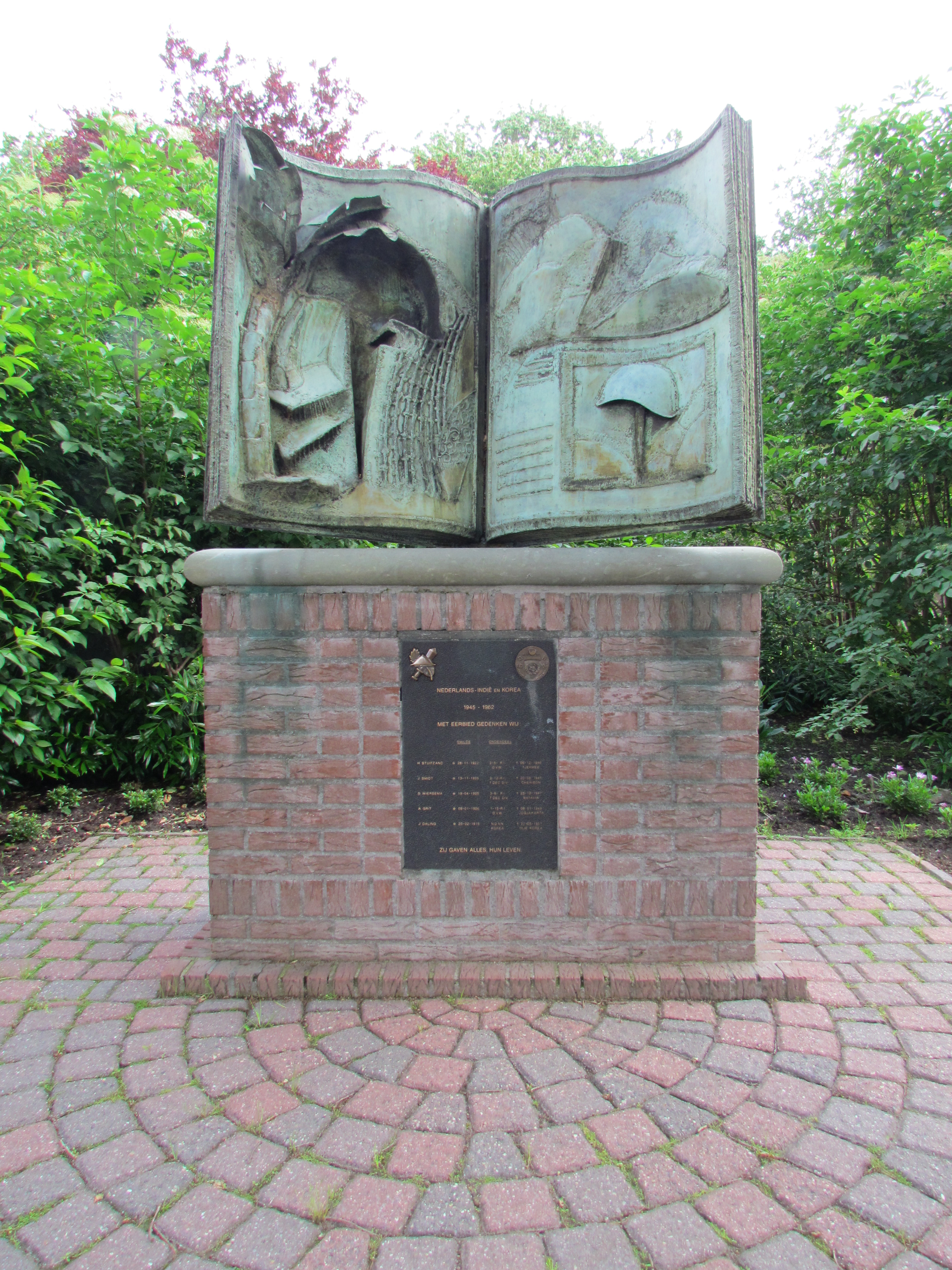
Indië en Koreamonument (1998), Smilde